# Port Orford

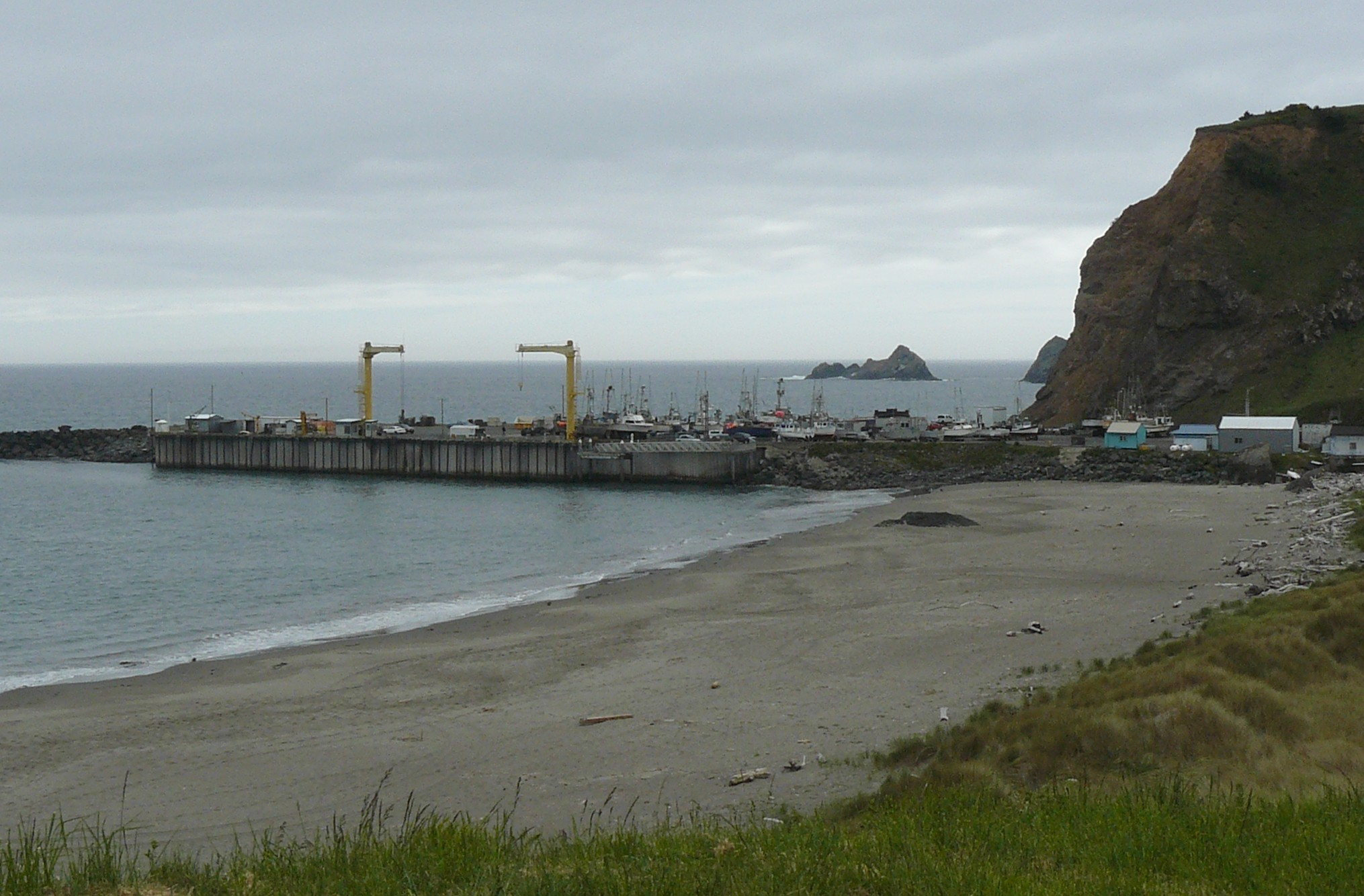
Haven van Port Orford

Port Orford is een plaats (city) in de Amerikaanse staat Oregon, en valt bestuurlijk gezien onder Curry County.

## Geschiedenis
Indianen van Rogue River leefden lange tijd in het gebied. In 1792 zeilde kapitein George Vancouver op zijn schip langs, zag de kleine kaap en noemde deze naar zijn vriend George, de graaf van Orford.
In juni 1851 arriveerden de eerste westerse kolonisten onder leiding van kapitein William Tichenor. Een groep van negen kolonisten bleef achter terwijl het schip, Seagull, vertrok naar het noorden om de voorraden aan te vullen. De kolonisten waren aangetrokken door het vooruitzicht van goud. Hun handelswijze hield weinig rekening met de belangen van de indianen en de verhoudingen verslechterden. De indianen vielen de kleine groep aan. Zij verschansten zich aan de kust op een kleine kaap, nu bekend onder de naam Battle Rock, en sloegen de eerste indiaanse aanval af. Vredesgesprekken leiden tot een tijdelijke oplossing. Na twee weken vielen de indianen weer aan, maar na het verlies van hun leider trokken zij zich terug. De kolonisten maakten van deze mogelijkheid gebruik en trokken in noordelijke richting weg.
Een maand later kwam Tichenor terug met een grotere groep kolonisten. Zij gingen aan wal en bleven. Er werd aanvankelijk voldoende goud gevonden en Port Orford groeide. In 1854 woonden er al zo’n 1.000 personen, maar het goud raakte op. Mijnen werden gesloten en de inwoners trokken weer weg. Port Orford werd officieel gesticht in 1856. De inwoners verdienden geld met visserij, landbouw, hout en mijnbouw. In 1868 werd een groot deel van Port Orford door brand verwoest. Door het ontbreken van wegen was de plaats aangewezen op vervoer over zee. De kleine haven bood ruimte voor de visserij en handel. Hout was een belangrijk product.
De haven heeft weinig natuurlijke bescherming en is ondiep. Kades en pieren werden aangelegd, maar deze werden keer op keer vernield door zware stormen. Tegenwoordig is de kade van beton gemaakt en kan de stormen weerstaan. Voor de schepen zijn er geen ligplaatsen, ze worden met kranen uit het water getild en op verrijdbare opleggers geplaatst. De boottrailers worden op de kade gestald. Terug naar zee, laten de kranen de schepen weer in het water.

## Demografie
Bij de volkstelling in 2000 werd het aantal inwoners vastgesteld op 1153. In 2006 is het aantal inwoners door het United States Census Bureau geschat op 1164, een stijging van 11 (1,0%).

## Geografie
Volgens het United States Census Bureau beslaat de plaats een oppervlakte van 4,3 km², waarvan 4,2 km² land en 0,1 km² water.

## Plaatsen in de nabije omgeving
De onderstaande figuur toont nabijgelegen plaatsen in een straal van 48 km rond Port Orford.